# Хорхе Агустін Родрігес
Хо́рхе Аугусті́н Родрі́гес (ісп. Jorge Agustín Rodríguez; нар. 15 вересня 1995, Мендоса) — аргентинський футболіст, півзахисник клубу «Монтеррей».

## Клубна кар'єра
Вихованець клубу «Банфілд». 8 серпня 2014 року в матчі проти «Годой-Круса» він дебютував в аргентинській Прімері. 24 серпня 2016 року в поєдинку Південноамериканського кубка проти «Сан-Лоренсо» Хорхе забив свій перший гол за «Банфілд». Загалом у рідній команді провів 8 сезонів, де зіграв 142 матчі в усіх турнірах, забивши 2 голи.
На початку 2021 року Родрігес перейшов у «Естудіантес». Сума трансферу склала 2,1 млн євро. 15 лютого у матчі проти «Рівер Плейта» він дебютував за нову команду. 9 квітня 2023 року в поєдинку проти «Індепендьєнте» Хорхе забив свій перший гол за «Естудіантес». У тому ж році він допоміг клубу виграти Кубок Аргентини. Всього зіграв 134 матчі в усіх турнірах, забивши 2 голи.
На початку 2024 року Родрігес перейшов у мексиканський «Монтеррей». 22 січня в матчі проти «Сантос Лагуни» він дебютував у мексиканській Прімері. 4 квітня в поєдинку Кубка чемпіонів КОНКАКАФ проти американського «Інтер Маямі» Хорхе забив свій перший гол за «Монтеррей».

## Досягнення
- Володар Кубка Аргентини: 2023